# Béatrice Romand
Béatrice Romand (Birkhadem, 16 aprile 1952) è un'attrice francese.

## Biografia
Romand è conosciuta per aver recitato per il regista Éric Rohmer in film come Il ginocchio di Claire, L'amore il pomeriggio, Il bel matrimonio, Il raggio verde e Racconto d'autunno.

## Filmografia parziale
- Il ginocchio di Claire (Le Genou de Claire), regia di Éric Rohmer (1970)
- L'amore il pomeriggio (L'Amour l'après-midi), regia di Éric Rohmer (1972)
- Quello che già conosci del sesso e non prendi più sul serio (Sex-Shop), regia di Claude Berri (1972)
- Il mangiaguardie (Themroc), regia di Claude Faraldo (1973)
- Soffici letti, dure battaglie (Soft Beds, Hard Battles), regia di Roy Boulting (1974)
- Una romantica donna inglese (The Romantic Englishwoman), regia di Joseph Losey (1975)
- Il bel matrimonio (Le Beau mariage), regia di Éric Rohmer (1982)
- La casa del tappeto giallo, regia di Carlo Lizzani (1983)
- Il raggio verde (Le Rayon vert), regia di Éric Rohmer (1986)
- Reinette e Mirabelle (4 aventures de Reinette et Mirabelle), regia di Éric Rohmer (1987)
- Racconto d'autunno (Conte d'automne), regia di Éric Rohmer (1998)